# Crocidura makeda
Crocidura makeda — вид ссавців гризунів родини землерийкових (Soricidae). Це ендемік Ефіопії, де він мешкає на висотах, близьких до 3121–3783 м над рівнем моря. Його природне середовище існування — це мозаїка афромонтанських луків з вулканічними породами, невеликими кущами та лобеліями. Має довжину від голови до крижа 68–83 мм, хвіст 31–50 мм, вагу 8,5–15 г, хутро сірувато-буре. Його видова назва, македа, є ім'ям цариці Савської на ефіопській мові.